# Openmoko (sistema operativo)
Openmoko è un sistema operativo per dispositivi mobili libero creato dalla Openmoko Inc. per i suoi smartphone Neo1973 e Neo FreeRunner.

## Componenti
Openmoko utilizza il kernel Linux, con un ambiente grafico sviluppato utilizzando X.Org, GTK+ toolkit e Matchbox window manager. Il framework OpenEmbedded e il sistema di gestione dei pacchetti opkg (derivata da ipkg) sono usati per creare e mantenere i pacchetti software.